# Урбар
Урбар, урбаріум (від лат. Urbarium) — реєстр повинностей кріпосних селян щодо феодала, запроваджений у Австрійській монархії Марією-Терезією у 1767 році. Варіант «Урбару» українською мовою мав назву «Оурбаріум». У підугорській частині імперії (куди, на той момент, входили й українські землі) реформи зустріли значно більший спротив ніж в підавстрійській. Хоч «Урбар» не покращив суттєво становище селян північно-східної Угорщини, Марія-Терезія запам'яталась в народній традиції як «добра правителька» завдяки прогресивному характеру реформ, а в історіографії використовують «Урбар» як приклад політики освіченого абсолютизму.

## Короткий зміст та мета впровадження «Урбару»
«Оурбаріум» чітко визначав величину селянських земельних наділів, а також низку податків на користь держави. Документ передбачив встановлення величини відробіткової, натуральної і грошової ренти в залежності від кількості та якості орендованих у поміщиків селянських наділів. Для впровадження реформ була розроблена відповідна технологія. Цим самим Марія-Терезія та її оточення намагалися не допустити фальсифікації даних стосовно якості землі, а також подолати опір комітатів державному оподаткуванню, якому підлягали внутрішні і зовнішні наділи. Така процедурна технологія, за задумом авторів реформи, повинна була перебороти неконтрольовану експлуатацію, яка вела до обезземелення залежного населення. Крім цього, систематичне збільшення поміщиками повинностей вело до загострення відносин між різними категоріями селян. Так була здійснена спроба врегулювати відносини між феодалами й селянами-кріпаками та зробити останніх життєздатними платниками податків до державної скарбниці, однак реформа не зачепила основ кріпосницьких відносин у імперії Габсбургів.